# Schell City
Schell City è un comune degli Stati Uniti d'America, situato nello Stato del Missouri, nella contea di Vernon.